# Трясохвіст смугастокрилий
Трясохві́ст смугастокрилий (Cinclodes fuscus) — вид горобцеподібних птахів родини горнерових (Furnariidae). Мешкає в Південній Америці. Білоброві і гірські трясохвости раніше вважалися конспецифічними зі смугастокрилим трясохвостом, однак за результатами молекулярно-генетичного дослідження були визнані окремими видами.

## Поширення і екологія
Смугастокрилі трясохвости гніздяться в Чилі (на південь від Атаками) і в Аргентині (від Мендоси на південь до Вогняної Землі). Взимку частина популяції мігрує на північний схід Аргентини, в Уругвай, на крайній південь Бразилії (Ріо-Гранде-ду-Сул) і на крайній південний схід Парагваю. Вони живуть на помірних луках Патагонії, на високогірних луках Анд, серед скель та на морських узбережжях. Зустрічаються на висоті до 5000 м над рівнем моря.